# Коуэлл, Саймон (защитник природы)
Саймон Максвелл Коуэлл (англ. Simon Maxwell Cowell, 19 апреля 1952, Эпсом, Суррей — 9 июня 2024) — британский защитник природы, телеведущий и писатель, наиболее известный как ведущий документального сериала на Animal Planet Wildlife SOS с 1996 по 2014 год. Он был основателем Фонда помощи дикой природе, первоначально называвшегося Wildlife Aid, благотворительной организации, занимающейся «спасением, реабилитацией и освобождением британской дикой природы».

## Ранние годы и образование
Коуэлл родился 19 апреля 1952 года. В молодости он страдал заиканием и любил петь. Он учился в школе-интернате Фримена лондонского Сити и принимал участие в нескольких хорах и школьных мюзиклах.
Коуэлл получил докторскую степень по биологическим наукам в колледже Иисуса в Кембридже и в 1980-е годы работал трейдером на сырьевых товарах.

## Карьера
Вместе со своей бывшей женой Джилл Коуэлл стал соучредителем Центра спасения и реабилитации животных Фонда помощи дикой природе в 1983 году, через несколько лет после создания заповедника дикой природы на территории своего дома. Деятельность организации стала предметом телесериала Wildlife SOS, а затем серии каналов YouTube, записи которых выпускаются по сей день.
В рамках своей деятельности в качестве защитника природы и активиста по защите прав животных он выступал в защиту организации PETA. Коуэлла описывают как «откровенного, остроумного персонажа», который «не прочь» использовать ненормативную лексику. Рики Джервейс однажды назвал его «Дэвидом Аттенборо с синдромом Туретта».
В 2006 году он был награждён престижной наградой — Орденом Британской империи за «заслуги перед дикой природой». В качестве писателя Коуэлл в 2016 году выпустил мемуары под названием «Моя дикая жизнь: история самого невероятного спасателя животных».

## Личная жизнь
У Коуэлла было две дочери от его бывшей жены Джиллиан Джеральдин. Он проживал в Лезерхеде, графство Суррей.

### Здоровье и смерть
Коуэлл пережил, как он сам описал, нервный срыв в 1994 году, после чего решил покинуть Лондон и посвятить «всё свое время» благотворительной организации — Фонду помощи дикой природе.
В июле 2022 года через его фонд было объявлено, что в конце июня у Коуэлла была диагностирована агрессивная неизлечимая форма рака лёгких. Кампания пожертвований для его организации под названием «Последнее желание Саймона» была запущена 15 июля и собрала более 650 000 фунтов стерлингов.
11 мая 2024 года было объявлено, что рак Коуэлла распространился на его жизненно важные органы, и хотя он всё ещё проходил лечение, врачи дали прогноз, что осталось лишь несколько недель. Он умер от осложнений, вызванных болезнью, 9 июня в возрасте 72 лет.